# Frank Teufel
Pour les articles homonymes, voir Teufel.
Frank Teufel (né en 1966 à Tuttlingen) est un sculpteur allemand.

## Biographie
Teufel suit une formation de sculpteur de pierre de 1984 à 1987. En 1993, il est diplômé d'une Meisterschule comme tailleur et sculpteur de pierre. De 1996 à 1999, il va à l'une des Akademien für Gestaltung à Ulm.

## Source de la traduction
- (de) Cet article est partiellement ou en totalité issu de l’article de Wikipédia en allemand intitulé « Frank Teufel » (voir la liste des auteurs).